# مارسيو راموس
مارسيو راموس هو لاعب كرة قدم برتغالي في مركز حراسة المرمى، ولد في 15 أكتوبر 1980 في لشبونة في البرتغال. لعب مع إشتوريل برايا وديبورتيفو داس أيفيس وسبورتينغ لشبونة ب ومافرا ونادي جل فيسنتي ونادي فارزيم.

## وصلات خارجية
- مارسيو راموس على موقع قاعدة بيانات كرة القدم.إي يو (الإنجليزية)
- مارسيو راموس على موقع Soccerway.com (الإنجليزية)